# Okręgowe rozgrywki w piłce nożnej woj. olsztyńskiego, elbląskiego i suwalskiego (1986/1987)
Drużyny z województwa olsztyńskiego występujące w ligach centralnych i makroregionalnych:
- I liga – brak
- II liga – Olimpia Elbląg
- III liga – Gwardia Szczytno, Stomil Olsztyn, Wigry Suwałki, Orlęta Reszel, Mazur Ełk, Zatoka Braniewo

Rozgrywki okręgowe:
- Klasa okręgowa Olsztyn-Elbląg (IV poziom rozgrywkowy)
- Klasa okręgowa Białystok-Suwałki (IV poziom rozgrywkowy)

- OZPN Olsztyn:

- - Klasa A (V poziom rozgrywkowy)
  - Klasa B - 2 grupy (VI poziom rozgrywkowy)
  - klasa C - 4 grupy (VII poziom rozgrywkowy)
  - Klasa D (gminna) - podział na grupy (VIII poziom rozgrywkowy)

- OZPN Elbląg:

- - Klasa A (V poziom rozgrywkowy)
  - Klasa B - 2 grupy (VI poziom rozgrywkowy)
  - klasa C - 2 grupy (VII poziom rozgrywkowy)
  - klasa D (VIII poziom rozgrywkowy)

- OZPN Suwałki:

- - Klasa A (V poziom rozgrywkowy)
  - Klasa B (VI poziom rozgrywkowy)

Od tego sezonu przez 3 lata OZPN Olsztyn z OZPN Elbląg oraz OZPN Białystok z OZPN Suwałki prowadziły wspólną ligę okręgową.

## Klasa okręgowa Olsztyn-Elbląg
| Poz. | Klub                       | M  | Pkt. |
| ---- | -------------------------- | -- | ---- |
| 1    | Sokół Ostróda              | 26 | 44   |
| 2    | Jeziorak Iława             | 26 | 43   |
| 3    | Nogat Malbork              | 26 | 30   |
| 4    | Tęcza Biskupiec            | 26 | 26   |
| 5    | Gwardia II Szczytno        | 26 | 26   |
| 6    | Powiśle Dzierzgoń          | 26 | 26   |
| 7    | Rodło Kwidzyn              | 26 | 24   |
| 8    | Huragan Morąg              | 26 | 24   |
| 9    | Warmia Olsztyn             | 26 | 23   |
| 10   | MKS Korsze                 | 26 | 23   |
| 11   | Unia Susz                  | 26 | 21   |
| 12   | Pomowiec Gronowo Elbląskie | 26 | 20   |
| 13   | Powiśle Czernin            | 26 | 17   |
| 14   | Barkas Tolkmicko           | 26 | 15   |

- Sokół Ostróda awansował do III ligi

## OZPN Olsztyn

### Klasa A
| Poz. | Klub                | Pkt. | Bramki |
| ---- | ------------------- | ---- | ------ |
|      | Agrołyna Sępopol    | 22   |        |
|      | Stomil II Olsztyn   | 22   |        |
|      | Granica Kętrzyn     | 22   |        |
|      | Kormoran Ostróda    | 22   |        |
|      | MZKS Nidzica        | 22   |        |
|      | Metalowiec Mrągowo  | 22   |        |
|      | Orkan Zalewo        | 22   |        |
|      | Błękitni Pasym      | 22   |        |
|      | Victoria Bartoszyce | 22   |        |
|      | Pisa Barczewo       | 22   |        |
|      | Kombinat Bezledy    | 22   |        |
|      | Korona Klewki       | 22   |        |

### Klasa B

#### grupa I
| Poz. | Klub               | M  | Pkt. | Bramki |
| ---- | ------------------ | -- | ---- | ------ |
| 1    | Łyna Nidzica       | 22 | 37   |        |
| 2    | Kormoran Bynowo    | 22 | 35   |        |
| 3    | Włókniarz Miłakowo | 22 | 25   |        |
| 4    | Olimpia Olsztynek  | 22 | 24   |        |
| 5    | Płomień Turznica   | 22 | 23   |        |
| 6    | LZS Kozłowo        | 22 | 23   |        |
| 7    | Motor Lubawa       | 22 | 20   |        |
| 8    | LZS Małdyty        | 22 | 18   |        |
| 9    | Ihar Bartążek      | 22 | 17   |        |
| 10   | Ceramik Unieszewo  | 22 | 16   |        |
| 11   | Rytm Frąknowo      | 22 | 13   |        |
| 12   | LZS Napiwoda       | 22 | 7    |        |

#### grupa II
| Poz. | Klub                       | M  | Pkt. | Bramki |
| ---- | -------------------------- | -- | ---- | ------ |
| 1    | Warfama Dobre Miasto       | 22 | 37   |        |
| 2    | Sokół Wopławki             | 22 | 35   |        |
| 3    | Granica II Kętrzyn         | 22 | 31   |        |
| 4    | Pogranicze Gaje            | 22 | 25   |        |
| 5    | Błękitni Garbno            | 22 | 24   |        |
| 6    | Polonia Lidzbark Warmiński | 22 | 24   |        |
| 7    | Mazur Szczytno             | 22 | 20   |        |
| 8    | Spółdzielca Kieźliny       | 22 | 20   |        |
| 9    | Tęcza II Biskupiec         | 22 | 19   |        |
| 10   | Reduta Bisztynek           | 22 | 14   |        |
| 11   | LKJ Liski                  | 22 | 11   |        |
| 12   | Cresovia Górowo Iławeckie  | 22 | 5    |        |

- do klasy A po barażu awansował Sokół Wopławki

### Klasa C

#### grupa I
- awans: Grom Kiersztanowo

#### grupa II
- awans: LZS Jonkowo

#### grupa III
- awans: Fortuna Gągławki

#### grupa IV
- awans: Orlęta II Reszel

## OZPN Elbląg

### Klasa A
| Poz. | Klub                         | Pkt. | Bramki |
| ---- | ---------------------------- | ---- | ------ |
| 1    | Mlexer Elbląg (s)            | 33   | 49-48  |
| 2    | Zalew Frombork (s)           | 28   | 44-24  |
| 3    | Orzeł Ulnowo                 | 26   | 45-27  |
| 4    | Olimpia Kisielice            | 25   | 46-44  |
| 5    | Żuławy Nowy Dwór Gdański (s) | 25   | 41-32  |
| 6    | Olimpia II Elbląg            | 24   | 65-38  |
| 7    | Pogoń Gardeja (s)            | 23   | 31-29  |
| 8    | Relax Ryjewo                 | 21   | 46-42  |
| 9    | Wałsza Pieniężno             | 20   | 29-46  |
| 10   | Agat Jegłownik               | 19   | 29-45  |
| 11   | Sokół Lipowina               | 11   | 23-44  |
| 12   | Polonia Pasłęk (s)           | 9    | 24-78  |

### Klasa B

#### gr. I
| Poz. | Klub                | Pkt. | Bramki |
| ---- | ------------------- | ---- | ------ |
| 1    | Przebój Stogi       | 33   | 74-19  |
| 2    | Błękitni Orneta     | 23   | 51-28  |
| 3    | Błękitni Stare Pole | 20   | 36-37  |
| 4    | Jurand Lasowice     | 19   | 35-41  |
| 5    | Agro Stanowo        | 18   | 42-47  |
| 6    | LZS Sadowo          | 17   | 37-34  |
| 7    | Syrena Młynary      | 16   | 32-44  |
| 8    | Mlexer II Próchnik  | 15   | 39-47  |
| 9    | Granica Zagaje      | 12   | 37-53  |
| 10   | Delta Miłoradz      | 7    | 29-63  |

#### gr. II
| Poz. | Klub                 | Pkt. | Bramki |
| ---- | -------------------- | ---- | ------ |
| 1    | Pogoń Prabuty        | 36   | 67-22  |
| 2    | Sokół Kwidzyn        | 22   | 43-32  |
| 3    | Piast Lichnowy       | 19   | 43-38  |
| 4    | Mady Ostaszewo       | 18   | 35-41  |
| 5    | Grom Nowy Staw       | 17   | 36-49  |
| 6    | Sparta Lichnówek     | 17   | 32-32  |
| 7    | Rodło Trzciano       | 16   | 44-47  |
| 8    | Naprzód Bronisławowo | 14   | 41-45  |
| 9    | Piast Kwidzyn        | 11   | 27-39  |
| 10   | Lisovia Lisewo       | 10   | 32-55  |

### Klasa C

#### gr. I
| Poz. | Klub                | Pkt. | Bramki |
| ---- | ------------------- | ---- | ------ |
| 1    | LZS Kamieniec       | 28   | 59-19  |
| 2    | LZS Watkowice       | 25   | 69-41  |
| 3    | LZS Stare Babki     | 20   | 76-41  |
| 4    | LZS Lipiny          | 18   | 53-45  |
| 5    | LZS Szymankowo      | 18   | 52-38  |
| 6    | Sparta II Lichnówek | 13   | 39-50  |
| 7    | LZS Jeziernik       | 12   | 34-62  |
| 8    | LZS Ośno            | 7    | 40-91  |
| 9    | LZS Obrzynowo       | 3    | 18-53  |

#### gr. II
| Poz. | Klub             | Pkt. | Bramki |
| ---- | ---------------- | ---- | ------ |
| 1    | LZS Lelkowo      | 30   | 65-25  |
| 2    | LZS Młoteczno    | 24   | 68-42  |
| 3    | LZS Stare Miasto | 24   | 60-43  |
| 4    | LZS Stary Targ   | 18   | 43-49  |
| 5    | LZS Jesionna     | 17   | 57-55  |
| 6    | LZS Pastwa       | 17   | 49-43  |
| 7    | LZS Markusy      | 15   | 37-58  |
| 8    | LZS Płoskinia    | 12   | 31-55  |
| 9    | LZS Łęcze        | 12   | 43-61  |
| 10   | LZS Bukowo       | 11   | 38-60  |